# 果基木古
果基木古（1896年—1984年）又名果基尼达，男，四川越西乐青地乡尔普村人，中华人民共和国政治人物。历任西康省人民政府副主席、凉山彝族自治区人民政府副主席、凉山临时军政委员会副主席、四川省政协副主席、凉山州人民委员会副州长等职。曾被选为全国人大第一至五届代表，第一至五届全国人大民族委员会委员，四川省人大一、二、三、四、五届代表。1954年9月，他出席第一届全国人大第一次会议讨论宪法草案，期间并发言。